# Monoprista nudobia
Monoprista nudobia är en fjärilsart som beskrevs av Swinhoe 1894. Monoprista nudobia ingår i släktet Monoprista och familjen sikelvingar. Inga underarter finns listade i Catalogue of Life.